# سوزي كورتيز
سوزي كورتيز (بالبرتغالية: Suzy Cortez‏) هي عارضة برازيلية، ولدت في 16 مايو 1990 في كامبيناس في البرازيل.

## وصلات خارجية
- الموقع الرسمي